# Idea Vilariño
Idea Vilariño (Montevideo, 18 d'agost de 1920 - ibídem, 28 d'abril de 2009) fou una poeta, traductora, crítica literària, compositora i assagista uruguaiana pertanyent a la generació del 45.

## Biografia
Nasqué a Montevideo el 1920, filla de Josefina Romani, entusiasta de la narrativa europea, i de Leandro Vilariño, poeta anarquista. La família, de classe mitjana, donava molta importància a la música i a la literatura. Idea tingué quatre germans: Alma, Poema, Azul i Numen. Aquest últim fou pianista i compositor.
Va treballar com a professora de literatura en un centre d'ensenyament mitjà des de 1952 fins al cop d'estat de 1973. Amb el retorn de la democràcia, va obtenir la càtedra de Literatura uruguaiana a la Facultat d'Humanitats i Ciències de l'Educació de la Universitat de la República.
Va fundar les revistes Clinamen i Número, i va col·laborar amb altres publicacions com Marcha, La Opinión, Brecha, Asir, i Texto crítico.
Va ser membre de la famosa Generació del 45, juntament amb altres destacats intel·lectuals com Juan Carlos Onetti, Mario Benedetti, Sarandy Cabrera, Carlos Martínez Moreno, Ángel Rama, Carlos Real de Azúa, Carlos Maggi, Alfredo Gravina, Mario Arregui, Amanda Berenguer, Manuel Flores Mora, Humberto Megget, Emir Rodríguez Monegal, Gladys Castelvecchi, José Pedro Díaz.
La seva obra va ser traduïda a diversos idiomes, com l'italià, l'alemany i el portuguès.
Tingué una relació amorosa amb Juan Carlos Onetti, a qui va conèixer el 1950, que fou important per als dos. Ell dedicà a Idea la seva novel·la Los Adioses.

## Obra

### Poesia
- La suplicante (1945).
- Cielo Cielo (1947).
- Paraíso perdido (1949).
- Por aire sucio (1950).
- Nocturnos (1955).
- Poemas de amor (1957).
- Pobre Mundo (1966).
- Poesía (1970).
- No (1980).
- Canciones (1993).
- Poesía 1945 - 1990 (1994).
- Poesía completa (2002).

### Assaig
- Grupos simétricos en la poesía de Antonio Machado (1951).
- La rima en Herrera y Reissig (1955).
- Grupos simétricos en poesía (1958).
- Las letras de tango (1965).
- El tango cantado (1981).